# Martin Beck
Martin Beck è il detective immaginario creato dagli scrittori svedesi Maj Sjöwall e Per Wahlöö ed il protagonista di dieci romanzi gialli, sette dei quali pubblicati in Italia a partire dal 1973 dalla casa editrice Garzanti, basandosi sulla versione inglese; successivamente sono stati tutti quanti editi dalla Sellerio con la nuova traduzione dallo svedese di Renato Zatti.

## Personaggio
Nei primi romanzi è un infelice marito e padre di due giovani teenager, successivamente sarà un uomo divorziato, che ottiene diverse promozioni, apparentemente con grande dispiacere di tutti, lui compreso. Inizia la sua carriera come kriminalassistent (ispettore) per poi diventare kriminalkommissær (ispettore capo), che è la carica massima che si può ottenere nella carriera in Polizia in Svezia, se si è laureati in Giurisprudenza. Di bassa statura e fumatore, nel romanzo L'uomo sul tetto verrà ferito gravemente. Gli autori prestavano particolare attenzione alle questioni sociali ed al benessere della Svezia ed utilizzavano i loro libri come critiche nei confronti delle condizioni della sua autorità e della gestione dello Stato, quando c'era in carica come Primo Ministro prima Tage Erlander ed Olof Palme poi. Questo inserimento della critica alla politica nel proprio lavoro, venne ripresa negli anni '90 dall'autore di gialli, anche lui svedese, Henning Mankell con il suo protagonista, il detective Kurt Wallander.

## Romanzi
- Roseanna (1965)
  - Roseanna, trad. Hilia Brinis, Milano: Garzanti, 1973; trad. Renato Zatti, Palermo: Sellerio, 2005 ISBN 88-389-1974-7
- Mannen som gick upp i rök (1966)
  - L'uomo che andò in fumo, Garzanti, 1974; Sellerio, 2009 ISBN 88-389-2358-2 ISBN 978-88-389-2358-6
- Mannen på balkongen (1967)
  - L'uomo al balcone, Garzanti, 1973; Sellerio, 2006 ISBN 88-389-2135-0 ISBN 978-88-389-2135-3
- Den skrattande polisen (1968)
  - Il poliziotto che ride, Garzanti, 1973; Sellerio, 2007 ISBN 88-389-2207-1
- Brandbilen som försvann (1969)
  - L'autopompa fantasma, Garzanti, 1974; Sellerio, 2008 ISBN 88-389-2267-5 ISBN 978-88-389-2267-1
- Polis, polis, potatismos! (1970)
  - Omicidio al Savoy, Garzanti, 1974; Sellerio, 2008 (con una nota di Andrea Camilleri) ISBN 978-88-389-2304-3
- Den vedervärdige mannen från Säffle (1971)
  - L'uomo sul tetto, Sellerio, 2010 ISBN 88-389-2422-8
- Det slutna rummet (1972)
  - La camera chiusa, Sellerio, 2010 ISBN 88-389-2496-1
- Polismördaren (1974)
  - Un assassino di troppo, Garzanti, 1976; Sellerio, 2005 ISBN 88-389-2069-9 ISBN 978-88-389-2069-1
- Terroristerna (1975)
  - Terroristi, Sellerio, 2011 ISBN 88-389-2565-8

## Filmografia
Tra il 1967 ed il 1994 sono state create delle rappresentazioni cinematografiche basate sui romanzi, in alcuni casi con titoli diversi, e distribuite in Svezia, Stati Uniti, Germania, Ungheria, Paesi Bassi e Belgio. In Svezia il primo attore ad interpretare Martin Beck è stato Keve Hjelm nel 1967, successivamente Carl-Gustaf Lindstedt nel 1976 e tra il 1993 ed il 1994 Gösta Ekman. All'estero il personaggio è stato interpretato da Jan Decleir, Derek Jacobi e soprattutto dall'attore Walter Matthau, sebbene con il nome di "Jake Martin". Sempre in Svezia, è stato realizzato a partire dal 1997 da Rölf Börjlind, poeta, sceneggiatore e regista svedese, anche un telefilm intitolato "Beck" basato solo sulla figura di Martin Beck e non sui racconti di cui è protagonista. L'interprete è l'attore Peter Haber con Mikael Persbrandt nei panni del collega ed amico Gunvald Larsson. In Italia sono state trasmesse la terza e quarta stagione della serie sul canale satellitare Fox Crime, mentre le prime due stagioni sono inedite.

## Episodi serie televisiva
| nº         | Titolo originale             | Titolo italiano         | Prima TV Svezia   | Prima TV Italia |
| Stagione 1 | Stagione 1                   | Stagione 1              | Stagione 1        | Stagione 1      |
| ---------- | ---------------------------- | ----------------------- | ----------------- | --------------- |
| 1          | Lockpojken                   |                         | 27 giugno 1997    |                 |
| 2          | Mannen med ikonerna          |                         | 17 dicembre 1997  |                 |
| 3          | Vita nätter                  |                         | 27 febbraio 1998  |                 |
| 4          | Öga för Öga                  |                         | 27 marzo 1998     |                 |
| 5          | Pensionat Pärlan             |                         | 8 aprile 1998     |                 |
| 6          | Monstret                     |                         | 20 maggio 1998    |                 |
| 7          | The Money man                |                         | 3 giugno 1998     |                 |
| 8          | Spår i mörker                |                         | 31 ottobre 1997   |                 |
| Stagione 2 |                              |                         |                   |                 |
| 1          | Hämndens pris                |                         | 21 giugno 2001    |                 |
| 2          | Mannen utan ansikte          |                         | 7 novembre 2001   |                 |
| 3          | Kartellen                    |                         | 12 dicembre 2001  |                 |
| 4          | Enslingen                    |                         | 16 gennaio 2002   |                 |
| 5          | Okänd avsändare              |                         | 13 febbraio 2002  |                 |
| 6          | Annonsmannen                 |                         | 20 marzo 2002     |                 |
| 7          | Pojken i glaskulan           |                         | 10 aprile 2002    |                 |
| 8          | Sista vittnet                |                         | 4 gennaio 2002    |                 |
| Stagione 3 |                              |                         |                   |                 |
| 1          | Skarpt läge                  | Lo scorpione            | 28 giugno 2006    | 30 giugno 2012  |
| 2          | Flickan i jordkällaren       | La bambina senza nome   | 6 dicembre 2006   | 7 luglio 2012   |
| 3          | Gamen                        | L'avvoltoio             | 17 gennaio 2007   | 14 luglio 2012  |
| 4          | Advokaten                    | L'avvocato              | 21 febbraio 2007  | 21 luglio 2012  |
| 5          | Den japanska Shungamålningen | La donna nelle rose     | 5 giugno 2007     | 28 luglio 2012  |
| 6          | Den svaga länken             | Facili prede            | 23 marzo 2007     | 4 agosto 2012   |
| 7          | Det tysta skriket            | Il grido silenzioso     | 19 settembre 2007 | 11 agosto 2012  |
| 8          | I guds namn                  | Addio                   | 10 ottobre 2007   | 18 agosto 2012  |
| Stagione 4 |                              |                         |                   |                 |
| 1          | I stormens öga               | Nell'occhio del ciclone | 26 agosto 2009    | 23 giugno 2012  |
| 2          | Levande begravd              | Sepolti vivi            | 22 giugno 2010    | 16 giugno 2012  |

## Curiosità
È stato istituito un premio letterario, il Martin Beck Award, elargito dall'Accademia di scrittori svedesi di gialli, Svenska Deckarakademin, con il nome del personaggio.